# Gesa Jäger
Gesa Jäger (* 1981 in Hamburg) ist eine deutsche Filmeditorin.

## Leben
Gesa Jäger wurde 1981 in Hamburg geboren. Während ihres Studiums der Geschichtswissenschaften entdeckte sie durch verschiedene Praktika ihre Leidenschaft für Montage. Daraufhin brach sie ihr Studium ab und absolvierte eine Ausbildung zur Fachkraft für Film- und EB-Schnitt beim Norddeutschen Rundfunk in Hamburg. Im Jahr 2008 zog sie nach Potsdam, um das Studium der Montage an der Filmuniversität Babelsberg Konrad Wolf zu beginnen. Ihr Diplomfilm Love Steaks gewann auf dem Filmfest München vier Förderpreise Neues Deutsches Kino. Seit ihrem Diplom als Schnittmeisterin im Jahr 2013 arbeitet sie freiberuflich für Spiel- und Dokumentarfilme. Für ihre Arbeit an dem Drama Das Lehrerzimmer gewann sie im Jahr 2023 den Deutschen Filmpreis.
Im Sommer 2021 wurde Jäger Mitglied der Academy of Motion Picture Arts and Sciences und im Mai 2024 Mitglied der European Film Academy. Sie lebt und arbeitet in Berlin.

## Filmografie (Auswahl)
- 2012: You missed Sonja (Kurzfilm)
- 2013: Holanda del Sol (Dokumentarfilm)
- 2013: Love Steaks
- 2015: Happy Hour
- 2017: Luft
- 2017: Tiger Girl
- 2017: Vater. Mutter. Ich. (Dokumentarfilm)
- 2018: So was von da
- 2019: Frau Jordan stellt gleich (Fernsehserie, 6 Folgen)
- 2019: Another Reality
- 2020: Unorthodox (Fernsehserie, 2 Folgen)
- 2021: Die Saat
- 2021: Tatort: Die dritte Haut
- 2022: Mære
- 2023: Das Lehrerzimmer
- 2023: Transatlantic (Fernsehserie)

## Auszeichnungen (Auswahl)
Deutscher Filmpreis
- 2023: Auszeichnung in der Kategorie Bester Schnitt (Das Lehrerzimmer)

Schnitt-Preis
- 2014: Auszeichnung in der Kategorie Spielfilm (Love Steaks)
- 2017: Nominierung in der Kategorie Spielfilm (Tiger Girl)

Filmkunsttage Sachsen-Anhalt
- 2019: Auszeichnung mit dem Filmkunstpreis Spezial[6]